# روبرتو سانتاماریا (بازیکن فوتبال، زاده ۱۹۸۵)
روبرتو سانتاماریا (انگلیسی: Roberto Santamaría؛ زادهٔ ۲۷ فوریهٔ ۱۹۸۵) بازیکن فوتبال اهل اسپانیا است.
از باشگاه‌هایی که در آن بازی کرده‌است می‌توان به باشگاه ورزشی رئال مایورکا، باشگاه فوتبال رایو وایکانو، باشگاه فوتبال اوئسکا، باشگاه فوتبال ژیرونا، باشگاه فوتبال لاس پالماس، باشگاه فوتبال پومفرادینا، باشگاه فوتبال اوساسونا و باشگاه فوتبال مالاگا اشاره کرد.
وی همچنین در تیم ملی فوتبال زیر ۱۷ سال اسپانیا بازی کرده‌است.